# گل‌کایا (قره‌تاش)
گل‌کایا (به ترکی استانبولی: Gölkaya) یک منطقهٔ مسکونی در ترکیه است که در قره‌تاش (شهر) واقع شده‌است.